# Griswold (Connecticut)
Griswold è un comune di 11.398 abitanti degli Stati Uniti d'America, situato nella Contea di New London nello Stato del Connecticut.